# 向敬
向敬（1411年—1470年），字行簡，四川成都府資縣人，民籍，治《禮記》，年三十五歲中式正統十年乙丑科第三甲第六十六名進士。十二月初二日生，行一，曾祖向文郁；祖向必顯；父向福忠；母談氏。具慶下，妻鄧氏，弟鑑；政；金。由縣學生中式四川鄉試第三十四名舉人，會試中式第九名。